# Romance of the Three Kingdoms (série)
Romance of the Three Kingdoms (三國志, Sangokushi, lit. "Records of the Three Kingdoms") ( em português: Romance dos Três Reinos) é uma série de jogos de guerra de grande estratégia de simulação de RPG tático baseados em turnos produzidos pela Koei. Originário do Japão em 1985, quatorze parcelas do jogo foram publicadas no Japão, Taiwan, China, Coreia do Sul e América do Norte até o momento. Enquanto o título do jogo, como foi lançado em inglês, refere-se ao romance histórico do século 14 Romance dos Três Reinos (三國演義) de Luo Guanzhong, o título como foi lançado no Japão e nas regiões chinesas refere-se ao texto histórico do século 3 Registros dos Três Reinos (三國志) de Chen Shou.

## Visão geral
A série é baseada no romance romantizado Romance dos Três Reinos e no texto histórico Registros dos Três Reinos, o enredo se passa durante a dinastia Han na China com muitas facções em guerra que incluíam Shu Han, Cao Wei e o Reinos Wu Oriental. A jogabilidade gira em torno do gerenciamento de estatísticas numéricas, cada uma representando um atributo de uma cidade ou personagem. Uma cidade é descrita por estatísticas como suprimentos de grãos armazenados, vulnerabilidade a desastres como inundações e terremotos, fundos do tesouro, assuntos domésticos e lealdade da população. Os personagens são numericamente caracterizados por suas habilidades de liderança, proeza corpo a corpo, intelecto e lealdade, bem como traços especiais ou mesmo habilidades mágicas que podem ser invocadas durante a guerra, diplomacia ou assuntos domésticos. Os jogadores podem aumentar esses números antes de travar uma guerra em territórios vizinhos ou pretender esforços diplomáticos.
Embora geralmente apresentado como um jogo de estratégia baseado em turnos, a sétima, oitava e décima edições oferecem recursos de RPG, permitindo que o jogador jogue como um personagem comum em vez de liderar um reino.
Vários spin-offs baseados na série incluem a série de jogos eletrônicos de ação tática hack and slash Dynasty Warriors, Dynasty Tactics, que é um híbrido de Dynasty Warriors e Romance of the Three Kingdoms, bem como os três jogos de RPGs de estratégia Sangokushi Eiketsuden (Liu Bei), Sangokushi Koumeiden (Zhuge Liang) e Sangokushi Sousouden (Cao Cao). Kessen II é um jogo de tática em tempo real para PS2.
Outro spin-off é o jogo para celular Three Kingdoms Tactics, baseado na série da Koei Tecmo. Foi publicado pela empresa chinesa Alibaba Group em setembro de 2019. Já arrecadou US$ 1,2 bilhão em todo o mundo desde março de 2021, tornando-o o jogo para celular de maior sucesso do Alibaba.

## Lista de jogos eletrônicos da série
As datas de lançamento fornecidas são para lançamentos japoneses originais.

### Série principal
| 1985 | Romance of the Three Kingdoms      |
| 1986 |                                    |
| 1987 |                                    |
| 1988 |                                    |
| 1989 | Romance of the Three Kingdoms II   |
| 1990 |                                    |
| 1991 |                                    |
| 1992 | III: Dragon of Destiny             |
| 1993 |                                    |
| 1994 | IV: Wall of Fire                   |
| 1995 | Romance of the Three Kingdoms V    |
| 1996 | VI: Awakening of the Dragon        |
| 1997 |                                    |
| 1998 |                                    |
| 1999 |                                    |
| 2000 | Romance of the Three Kingdoms VII  |
| 2001 | Romance of the Three Kingdoms VIII |
| 2002 |                                    |
| 2003 | Romance of the Three Kingdoms IX   |
| 2004 | Romance of the Three Kingdoms X    |
| 2005 |                                    |
| 2006 | Romance of the Three Kingdoms XI   |
| 2007 |                                    |
| 2008 |                                    |
| 2009 |                                    |
| 2010 |                                    |
| 2011 |                                    |
| 2012 | Romance of the Three Kingdoms XII  |
| 2013 |                                    |
| 2014 |                                    |
| 2015 |                                    |
| 2016 | Romance of the Three Kingdoms XIII |
| 2017 |                                    |
| 2018 |                                    |
| 2019 |                                    |
| 2020 | Romance of the Three Kingdoms XIV  |

- Romance of the Three Kingdoms (1985, PC-88) – Também disponível no Amiga, MS-DOS, PC-98, MSX, NES (1988), FM-7, Microsoft Windows, Sharp X1, Sharp X68000, WonderSwan (2003), Mobile.
- Romance of the Three Kingdoms II (1989, PC-88) – Também disponível no Amiga, MS-DOS, MSX2, NES, SNES, Mega Drive (1989), Sharp X68000, WonderSwan, Microsoft Windows (2000), Mobile
- Romance of the Three Kingdoms III: Dragon of Destiny (1992, PC-98) – Também disponível no MS-DOS, SNES, Mega Drive (1992), Microsoft Windows (2001), NDS (2006)
- Romance of the Three Kingdoms IV: Wall of Fire (1994, PC-98) – Também disponível SNES, Sega 32X, MS-DOS, Sega Saturn, PlayStation (1994), Game Boy Advance, Microsoft Windows (2001), NDS (2007)
- Romance of the Three Kingdoms V (1995, PC-98) – Também disponível no Sega Saturn, PlayStation, Microsoft Windows (1995), PlayStation Portable (2005), NDS (2010), 3DS (2013)
- Romance of the Three Kingdoms VI: Awakening of the Dragon (1996, Microsoft Windows) – Também disponível no PlayStation, Dreamcast (1999), PlayStation Portable (2005)
- Romance of the Three Kingdoms VII (2000, Microsoft Windows) – Também disponivel no PlayStation, PlayStation 2 (2000), PlayStation Portable (2006)
- Romance of the Three Kingdoms VIII (2001, Microsoft Windows) – Também disponivel no PlayStation 2 (2002), PlayStation Portable (2007)
- Romance of the Three Kingdoms IX (2003, Microsoft Windows) – Também disponivel no PlayStation 2 (2004), PlayStation Portable (2011)
- Romance of the Three Kingdoms X (2004, Microsoft Windows) – Também disponivel no PlayStation 2 (2005)
- Romance of the Three Kingdoms XI (2006, Microsoft Windows) – Também disponivel no PlayStation 2 (2006), Wii (2007)
- Romance of the Three Kingdoms XII (2012, Microsoft Windows) – Também disponivel no PlayStation 3, Wii U (2012), PlayStation Vita (2013)
- Romance of the Three Kingdoms XIII (2016, PlayStation 3, PlayStation 4, Xbox One and Microsoft Windows) – Também disponivel no Nintendo Switch e PlayStation Vita (2017)
- Romance of the Three Kingdoms XIV (2020, Microsoft Windows, PlayStation 4, Nintendo Switch)

### Outros jogos
- Super Sangokushi (SNES)
- Sangokushi Eiketsuden (SNES)
- Sangokushi Koumeiden
- Sangokushi Sousouden
- Sangokushi Internet (1999, Microsoft Windows) - primeiro jogo eletrônico online da série da Koei, desenvolvido pela Koei Taiwan.
- Kessen II (2001, PS2)
- Dynasty Tactics (2002, PS2)
- Sangokushi Battlefield (2002, Microsoft Windows)
- Dynasty Tactics 2 (2003, PS2)
- Sangokushi Online (2007, Microsoft Windows )
- Yo-kai Sangokushi (2015, Nintendo 3DS) - Crossover com a série Yo-Kai Watch da Level-5
- Sangokushi Mobile (Mobile)
- Sangokushi Mobile 2 (Mobile)
- Sangokushi Mobile 3 (Mobile)
- Romance of the Three Kingdoms Touch (2009, iOS)
- Romance of the Three Kingdoms 2 (2010, iOS)
- Three Kingdoms Heroes (2025, Apple Arcade)

## Recepção
Sangokushi recebeu uma recepção crítica positiva na América do Norte quando foi lançado em 1988
Em 2020, a série principal vendeu mais de 9 milhões de cópias em todo o mundo.